# Prix Gutenberg (France)
Pour les articles homonymes, voir Prix Gutenberg.
Le prix Gutenberg est un prix littéraire français, créé en 1985.

## Prix
- 1986 : Jean Raspail Qui se souvient des hommes…[1]
- 1987 : Julian Barnes[2]
- 1987 : Didier van Cauwelaert[3] Les Vacances du fantôme
- 1988 : Hervé Hamon Générations
- 1988 : Philippe Labro Un été dans l'Ouest